# Latowicz
Latowicz es un pueblo de Polonia, en Mazovia.  Es la cabecera del distrito (Gmina) de Latowicz, perteneciente al condado (Powiat) de Mińsk. Se encuentra aproximadamente a 25 kilómetros al sureste de Mińsk Mazowiecki, y a 60 km  al este de Varsovia. Su población es de 1.429 habitantes.
Entre 1975 y 1998 perteneció al voivodato de Siedlce.

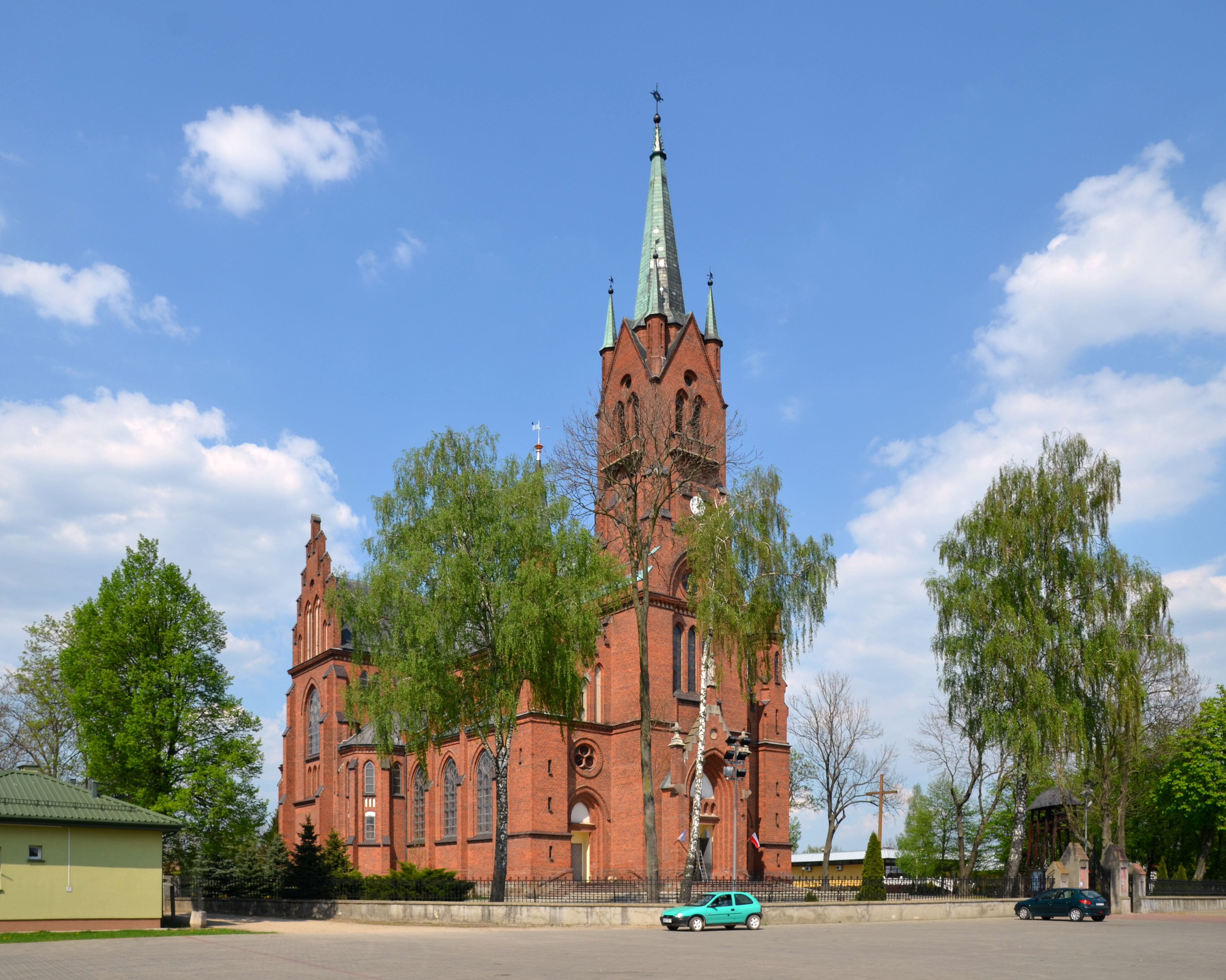
Iglesia de Latowicz.